# حملات آبان ۱۴۰۳ اسرائیل به ایران
در ۵ آبان ۱۴۰۳، اسرائیل سه موج حملهٔ هوایی با نام عملیات روزهای توبه (به عبری: מבצע ימי תשובה) به ایران انجام داد. این حملات محدود در طول شب تا سپیده‌دم در چند استان ایران ادامه یافت و موجب خسارت‌هایی «محدود» به چند مرکز نظامی شد. به گفتهٔ اسرائیل، این حملات در پاسخ به «ماه‌ها حملات مستمر» از سوی ایران و گروه‌های نیابتی‌اش و نیز حملات مهر ۱۴۰۳ ایران به اسرائیل انجام شد.
اسرائیل چند ساعت پیش از حمله به مقامات ایرانی پیام داد که تنها «اهداف نظامی» در این مرحله مورد حمله قرار خواهند گرفت و به ایران نسبت به واکنش متقابل هشدار داد. این حمله شامل بیش از ۱۰۰ هواگرد، از جمله جنگنده‌های اف-۱۶ فایتینگ فالکن، اف-۱۵ ایگل و اف-۳۵ لایتنینگ ۲، و طی کردن ۲٫۰۰۰ کیلومتر (۱۲۰۰ مایل) با استفاده از موشک‌های بالستیک هواپایه بود. گزارش شده است که حمله‌ای پیش از آن به سوریه، خطوط دفاعی راداری آن کشور را هدف قرار داده است. اسرائیل مدعی است که برخی از جنگنده‌ها وارد حریم هوایی ایران شدند. ساعاتی بعد موج دوم این حملات آغاز شد و شلیک پدافند هوایی ارتش در تهران دیده و شنیده شد. به گفتهٔ نیروهای دفاعی اسرائیل، در این حملات پایگاه‌های نظامی ایران — شامل آتشبارهای پدافند هوایی، یک کارخانه پهپادی و تأسیسات تولید موشک — هدف حمله قرار گرفته و همهٔ هواگردهای اسرائیلی به سلامت بازگشتند. یک خبرگزاری ایرانی وابسته به سپاه پاسداران انقلاب اسلامی گزارش داد که تأسیسات نظامی در غرب و جنوب غرب تهران و همچنین پایگاه‌هایی در استان‌های ایلام و خوزستان مورد حمله قرار گرفتند. چهار تن از کادر ارتش ایران و یک نگهبان کشته شدند.
مقامات آمریکایی تأیید کردند که ایالات متحده از پیش در جریان قرار گرفته بود اما در عملیات شرکت نکرد. رسانه‌های وابسته به سپاه پاسداران در ایران به‌سرعت تصمیم گرفتند این حملات را کم‌اهمیت جلوه دهند، پوشش رسانه‌ای بسیار ناچیزی ارائه دادند و ضمن سانسور شدید اخبار شهروندان را تهدید کرد درصورتی که شواهدی از حملات را در اختیار رسانه‌های خارجی قرار دهند به زندان محکوم می‌شوند. به باور تحلیل‌گران، این کار احتمالاً برای «حفظ شان و جایگاه» نظام جمهوری اسلامی و جلوگیری از تشدید بیشتر انجام شده است.
به گفتهٔ یک مقام اسرائیلی، در پی حملاتی که به پایگاه‌های پدافند هوایی و موشک بالستیک ایران وارد شد، ارتش اسرائیل اکنون می‌تواند با آزادی بیشتر و قدرت بالاتری در حریم هوایی ایران وارد عمل شود. براساس ارزیابی ایالات متحده، این حملات توانایی تولید موشک سپاه پاسداران را مختل کرد و برآورد آن‌ها نشان داد دستکم یک سال طول می‌کشد تا قطعات تخریب‌شده لازم برای ازسرگیری تولید موشک را بازسازی کند. مقامات آمریکایی و اسرائیلی گزارش دادند که بخش بزرگی از شبکه پدافند هوایی ایران، ازجمله تقریباً تمام سامانه‌های اس-۳۰۰، منهدم شدند اما ارتش ایران چندی بعد در رزمایش از سامانه‌های پدافندی اس-۳۰۰ استفاده کرد.

## پیش‌زمینه

### درگیری‌های قبلی

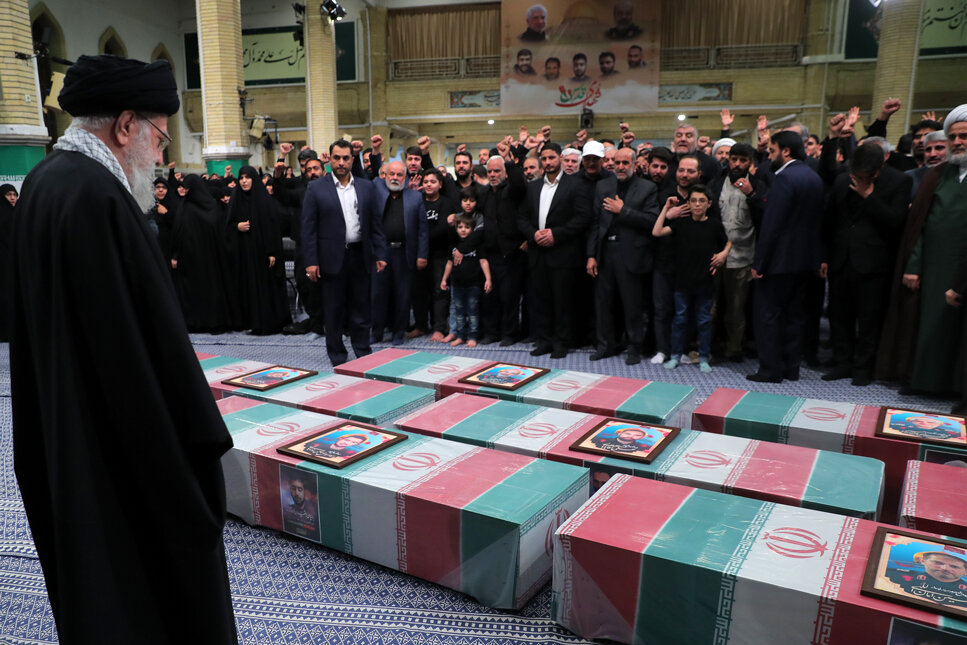
حضور سید علی خامنه‌ای در حسینیه امام خمینی برای اقامه نماز (۴ آوریل ۲۰۲۴) بر پیکر محمدرضا زاهدی و سایر کشته شدگان سپاه پاسداران در حمله به کنسولگری ایران در دمشق

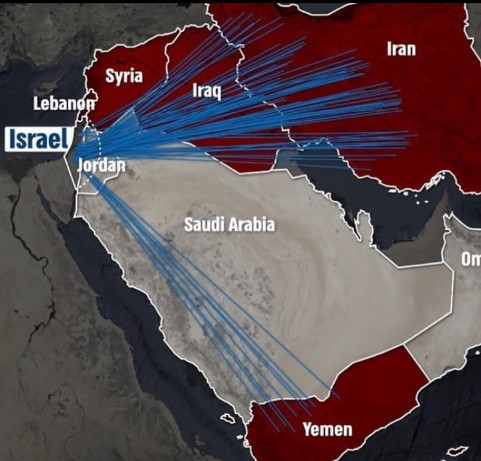
نخستین حمله مستقیم ایران به خاک اسرائیل با پرتاب صدها موشک و پهپاد، در تاریخ ۱۳ آوریل ۲۰۲۴

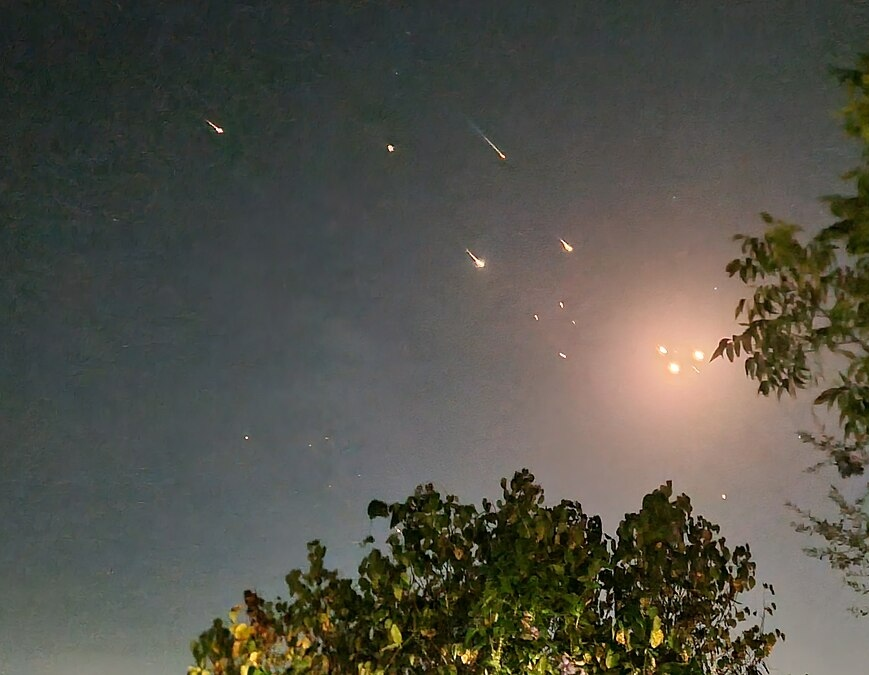
آسمان الجلیل پایین در حمله ۱ اکتبر ۲۰۲۴ ایران به اسرائیل

ایران و اسرائیل سال‌هاست که درگیر یک جنگ پنهانی هستند. ایران از «محور مقاومت»، شبکه‌ای از گروه‌های شبه‌نظامی تحت حمایت ایران، برای هدف قرار دادن منافع اسرائیل استفاده کرده است، در حالی که اسرائیل به‌طور گزارش‌شده اقدام به ترور مقامات بلندپایه نظامی جمهوری اسلامی و دانشمندان هسته‌ای و حملات سایبری علیه ایران کرده است. اسرائیل ایران را به‌عنوان تهدید اصلی خود می‌بیند به‌دلیل اظهارات رهبری ایران که خواستار نابودی اسرائیل است، حمایت آن‌ها از سازمان‌های شبه‌نظامی و برنامه هسته‌ای کشور.
تنش‌ها بین این کشورها پس از حمله ۷ اکتبر به رهبری حماس به اسرائیل بیشتر شده است. پس‌از این حمله، جناح‌هایی در محور «مقاومت»، به‌ویژه حزب‌الله در لبنان و جنبش حوثی یمن، حملاتی به اسرائیل و کشتیرانی در دریای سرخ انجام دادند که منجر به درگیری حزب‌الله و اسرائیل و بحران دریای سرخ شد. ایران منابع قابل‌توجهی را برای تقویت توانایی‌های نظامی این گروه‌ها و ایجاد همبستگی صرف کرده است، با هدف تلاش هماهنگ محور برای نابودی دولت یهودی در هرگونه درگیری بزرگ با اسرائیل.
در ۱ آوریل ۲۰۲۴، اسرائیل یک ساختمان کنسولی در مجتمع سفارت ایران در دمشق، سوریه را بمباران کرد. این حمله ۱۶ نفر را کشت، ازجمله چندین افسر ایرانی و جنگجویان نیابتی. به‌ویژه، محمدرضا زاهدی، فرمانده نیروی قدس، در این حمله هوایی کشته شد. مقامات ایرانی در ساختمان ظاهراً در حال ملاقات با رهبران شبه‌نظامی فلسطینی در زمان حمله بودند. در پاسخ، ایران و نیروهای نیابتی آن در ۱۳ آوریل به اسرائیل حمله کردند و پایگاه‌های نظامی را هدف قرار دادند. در ۱۹ آوریل، اسرائیل به یک تأسیسات دفاع هوایی در اصفهان، ایران در تلافی حمله کرد. این حملات محدود بودند و تنش‌ها را کاهش دادند.
در ۳۱ ژوئیه، اسماعیل هنیه، رهبر سیاسی حماس، در پایتخت ایران، تهران، توسط یک حمله احتمالاً اسرائیلی ترور شد. ایران اسرائیل را به این ترور متهم کرد و قول داد که تلافی کند.
در ۱۷ سپتامبر، اسرائیل یک هدف جنگی جدید را اتخاذ کرد: بازگرداندن غیرنظامیان آواره شده توسط حزب‌الله به خانه‌هایشان در شمال اسرائیل.
در همان روز و روز بعد، هزاران دستگاه ارتباطی (ازجمله پیجرها و واکی‌تاکی‌ها) به‌طور همزمان در سراسر لبنان و سوریه منفجر شدند، با هدف اسرائیل برای حمله به اعضای حزب‌الله. این حمله ۴۲ نفر را کشت و بیش‌از ۳۵۰۰ تن را زخمی کرد. در پاسخ، حزب‌الله در ۲۲ سپتامبر حملات موشکی به شهرها و شهرک‌های شمالی اسرائیل، از جمله ناصره، انجام داد. در ۲۳ سپتامبر، اسرائیل دو تن از فرماندهان ارشد حزب‌الله، ابراهیم عقیل و احمد وهبه، را در ضاحیه، جنوب بیروت، کشت. در ۲۳ سپتامبر، اسرائیل حملات جدیدی را در جنوب لبنان آغاز کرد.
در ۲۷ سپتامبر، یک حمله هوایی اسرائیل در ضاحیه سید حسن نصرالله، دبیرکل حزب‌الله، را کشت. این حمله همچنین علی کرکی، فرمانده جبهه جنوبی حزب‌الله و عباس نیلفروشان، معاون فرمانده سپاه پاسداران انقلاب اسلامی و فرمانده نیروی قدس در لبنان را کشت.
در پاسخ به قتل‌های هنیه، نیلفروشان و نصرالله، ایران به اسرائیل حمله کرد و پایگاه‌های نظامی را آسیب زد، که بزرگ‌ترین حمله در درگیری ایران و اسرائیل در سال ۲۰۲۴ بود. اسرائیل گفت که بیشتر موشک‌ها را سرنگون کرده و به توانایی‌های نیروی هوایی آن آسیبی نرسیده است. نیروی دریایی ایالات متحده و اردن نیز گزارش دادند که موشک‌ها را رهگیری کرده‌اند. دو کشته ناشی از این حملات یک مرد فلسطینی که مستقیماً توسط بقایای موشک کشته شد و یک مرد اسرائیلی به‌طور غیرمستقیم بودند. بنیامین نتانیاهو، نخست‌وزیر اسرائیل، آن را «اشتباه بزرگ» خواند و قول داد که ایران «بهای آن را خواهد پرداخت».
به گفته مقامات آمریکایی که به‌طور ناشناس با رسانه‌ها صحبت کردند، اسرائیل به دولت بایدن اطمینان داد که از هدف قرار دادن تأسیسات هسته‌ای و نفتی ایران خودداری خواهد کرد و به‌جای آن بر سایت‌های نظامی تمرکز خواهد کرد. با نزدیک شدن به انتخابات ریاست‌جمهوری ایالات متحده در سال ۲۰۲۴، مقامات آمریکایی نگران بودند که به یک درگیری گسترده‌تر در خاورمیانه کشیده شوند. جو بایدن، رئیس‌جمهور ایالات متحده، از نتانیاهو خواست تا یک تلافی‌جویی را برنامه‌ریزی کند که «حملات بیشتر علیه اسرائیل را بازدارنده کند و در عین حال خطرات تشدید بیشتر را کاهش دهد.»

### نشت اطلاعات دربارهٔ حمله
یک هفته پیش از حمله اسرائیل، اسنادی از سازمانهای اطلاعاتی آمریکا منتشر شد که اهداف و برنامه نظامی اسرائیل را لو می‌داد. این افشاگری‌ها به تعویق حملات اسرائیل و تغییر برنامه ختم شد. روزنامه تایمز هند نوشت که ایران با یک حرکت نقشه اسرائیل را منهدم کرد.
چندی پیش‌از این حمله، سازمان مجاهدین خلق طی افشاگری منتشر شده در رسانه‌ها مدعی شد که یکی از انبارهای موشک جمهوری اسلامی ایران در منطقه‌ای کوهستانی در خارج از شهر اشتهارد قرار دارد و طی ماه‌های اخیر فعالیت‌ها در این سایت افزایش پیدا کرده است.

## حملات

### فهرست اهداف
| هدف                          | اطلاعات خسارت‌های وارد شده                                                          |
| ---------------------------- | ---------------------------------------------------------------------------------- |
| مجتمع نظامی پارچین           | مرکز تحقیقات هسته‌ای طالقان ۲ آسیب دید                                              |
| مجتمع نظامی پارچین           | دوازده «میکسر سیاره‌ای» در سه تأسیسات سوخت جامد مورد اصابت قرار گرفتند              |
| مجتمع نظامی خجیر             | به مجتمع آسیب وارد شد                                                              |
| فرودگاه بین‌المللی امام خمینی | یک سامانه موشکی اس-۳۰۰ منهدم شد                                                    |
| پایگاه فضایی شاهرود          | تأسیسات موشکی سپاه پاسداران انقلاب اسلامی در شاهرود در این تأسیسات موشکی آسیب دید. |
| پالایشگاه نفت آبادان         | سایت پدافندی پالایشگاه هدف قرار گرفت                                               |
| شرکت پتروشیمی بندر امام      | سایت پدافندی پتروشیمی هدف قرار گرفت                                                |
| بندر امام خمینی              | سایت پدافندی بندر هدف قرار گرفت                                                    |
| میدان گازی تنگ بیجار         | سایت پدافندی میدان گازی هدف قرار گرفت                                              |
| شمس‌آباد پردیس                | کارخانه شرکت مهندسی نوآوران صنعت تکساز آسیب دید                                    |
| سایت راداری اهواز            | یک رادار قدیر در شمال اهواز منهدم شد                                               |
| سایت راداری ایلام            | یک رادار قدیر در نزدیکی ایلام منهدم شد                                             |
| مجتمع نظامی پرند             | خساراتی به مجتمع نظامی در اثر چندین حمله پهپادی رخ داد                             |
| سایت پدافندی تیپ حضرت امیر   | یک سامانه موشکی اس-۳۰۰ واقع در سایت پدافندی منهدم شد                               |

### گاه‌شمار

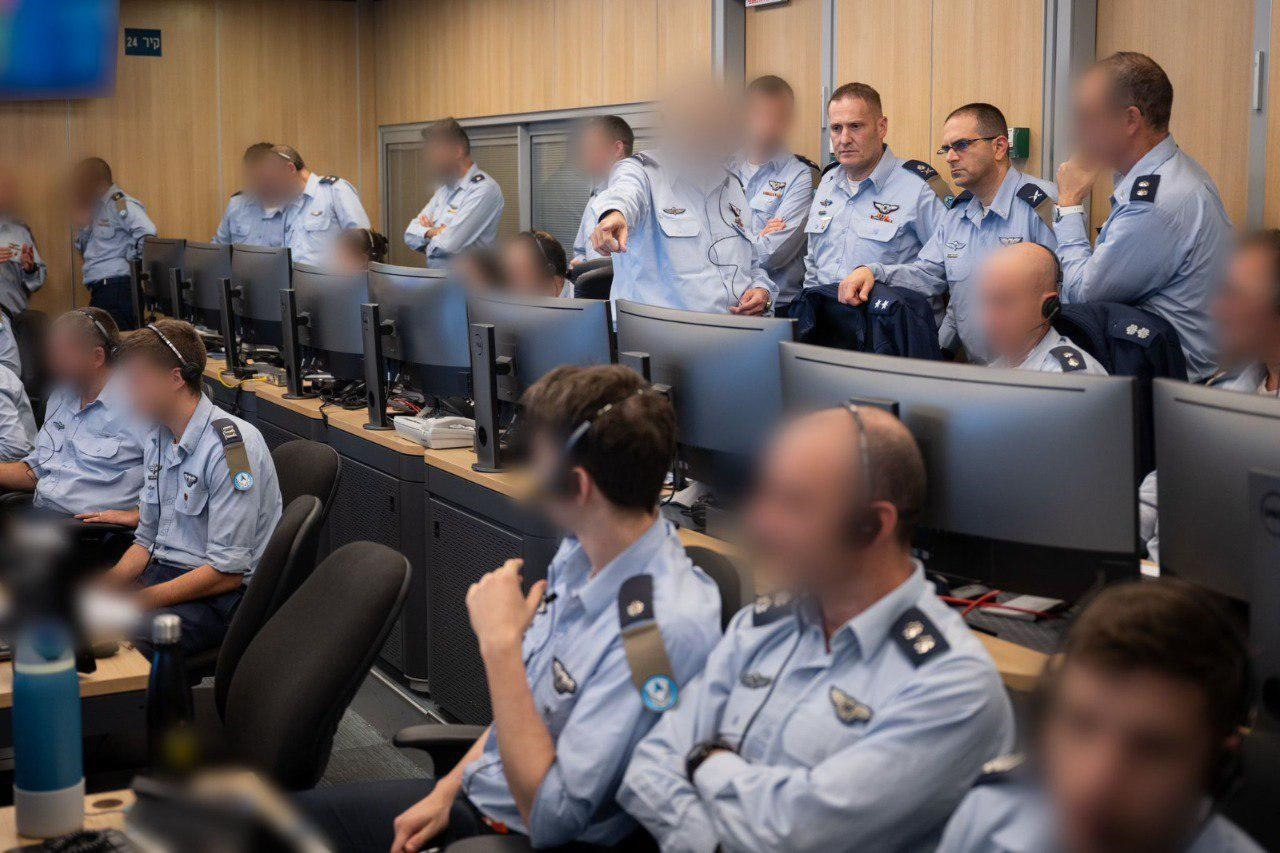
اتاق عملیات نیروی هوایی اسرائیل، لحظاتی قبل از اجرای عملیات

بر اساس گزارش‌ها حدود ساعت سه بامداد روز ۵ آبان ماه ۱۴۰۳، صدای مهیب چندین انفجار ابتدا در شمال و شرق تهران شنیده شد و سپس دانیل هاگاری سخنگوی ارتش اسرائیل، خبر از حمله جنگنده‌های این کشور به برخی مواضع نظامی در چندین شهر ایران داد. این حملات در دو مرحله انجام گرفته است. این حملات تا سپیده‌دم در ایران ادامه داشت و نخستین حمله‌ای بود که اسرائیل به‌طور علنی به ایران انجام داد. این نخستین بار از زمان جنگ ایران و عراق (۱۹۸۰–۱۹۸۸) بود که ایران با چنین حمله طولانی‌مدتی از سوی یک دشمن خارجی مواجه شد.
بخش راستی‌آزمایی بی‌بی‌سی نیز با بررسی تصاویر و گزارش‌های ارسالی شهروندان ایرانی دیده شدن شعله‌های آتش و دود سیاه غلیظ در جنوب تهران و در یک پایگاه پدافند هوایی را تأیید کرده است. روزنامه جروزالم پست گزارش داد که بیش از ۱۰۰ هواگرد، ازجمله جنگنده‌های پنهان‌کار اف-۳۵ لایتنینگ ۲، برای حمله به‌کار رفته و مهمات سنگین با پشتیبانی گسترده سوخت‌گیری و نیروی جستجو و نجات IAF واحد ۶۶۹ در حالت آماده‌باش مستقر کردند. طبق گزارش سی‌ان‌ان در این حمله تعدادی از جنگنده‌های اسرائیلی وارد حریم هوایی ایران شدند. یک عملیات پیشین در سایت‌های راداری در سوریه مانع از کسب اطلاعات ایران دربارهٔ نیت‌های اسرائیل شد. مختاری، از فرماندهان ارتش ایران گفت که در حمله اسرائیل ۶۰۰ موشک به‌سمت ایران پرتاب شد. روابط عمومی ارتش ایران گفته‌های مختاری را تکذیب کرد.
از ساعت ۱:۴۸ بامداد به وقت محلی، آژیرها و هشدارها به مدت ۳۰ دقیقه به‌طور مداوم در محله عنکاوا اربیل، عراق به صدا درآمدند و بلندگوهای پایگاه نظامی فرودگاه اربیل کلمه «پناهگاه‌ها» را تکرار کردند. تلویزیون دولتی ایران گزارش‌هایی از صدای انفجارها در سراسر تهران منتشر کرد. دو مقام عرب اعلام کردند که به نظر می‌رسد حمله به یک انبار تسلیحات و یک دفتر یا پادگان نظامی هدف قرار گرفته است. انفجارهایی نیز در شهر کرج، واقع در غرب تهران، و نزدیک فرودگاه بین‌المللی امام خمینی، مشهد، کرمانشاه و زنجان گزارش شد. الجزیره ویدئویی منتشر کرد که فعال شدن دفاع هوایی ایران در آسمان تهران را نشان می‌داد. تلویزیون العربی خسارات ناشی از حملات اسرائیل به یک کارخانه پهپاد نظامی در شمس‌آباد، جنوب تهران را نشان داد. ایران بعداً تأیید کرد که حملاتی نیز در استان ایلام و خوزستان رخ داده است.
یدیعوت اخرونوت گزارش داد که اسرائیل یک کارخانه پهپاد ایرانی و همچنین یک پایگاه مخفی در تهران را هدف قرار داده است. همچنین گزارش شد که سامانه‌های اس-۳۰۰ ساخت روسیه و همچنین پایگاه‌های موشک‌های بالستیک مورد حمله قرار گرفتند. به گفته دو مقام ایرانی که یکی از آن‌ها وابسته به سپاه پاسداران بود، حملات اسرائیل در استان تهران، پایگاه‌های دفاعی کلیدی ازجمله سامانه پدافند هوایی اس-۳۰۰ در فرودگاه بین‌المللی امام خمینی را هدف قرار داد. این سامانه به حفاظت از پایتخت کمک می‌کند.
مقامات گزارش دادند که چندین پایگاه موشکی سپاه پاسداران در استان مورد حمله قرار گرفتند و به‌دنبال آن موج دوم حملات پهپادی به مجتمع نظامی پارچین در حومه تهران انجام شد که یک پهپاد به‌طور گزارش شده به پایگاه رسید. این سایت مدت‌هاست که توسط اسرائیل به‌عنوان مکانی از فعالیت‌های مشکوک مرتبط با سلاح‌های هسته‌ای ذکر شده است و آژانس بین‌المللی انرژی اتمی (IAEA) گزارش داده که در سال ۲۰۱۶ شواهد مرتبطی در آنجا پیدا کرده است. دیوید آلبرایت، بازرس سابق سلاح‌های هسته‌ای سازمان ملل، اشاره کرد که تصاویر ماهواره‌ای تجاری (اگرچه با وضوح پایین) نشان می‌دهند که سه ساختمان در پارچین آسیب دیده‌اند، ازجمله دو ساختمان که در مخلوط کردن سوخت جامد برای موتورهای موشک بالستیک دخیل بودند.

«ما به شدت به سامانه‌های دفاعی ایران و توانایی آن برای صادرات موشک آسیب رساندیم. این‌ها دستگاه‌های معمولی نبودند که هدف حمله قرار گرفتند، بلکه کارخانه‌های صنعتی مرگ بودند که ضربات سختی بر آن‌ها وارد کردیم.»
از سخنرانی بنیامین نتانیاهو، در کنست.

تعداد کشته‌شدگان نیروی پدافند هوایی ارتش ۴ نفر اعلام شد. از آن‌جایی که سامانه‌های پدافندی اس ۳۰۰ هدف قرار گرفتند، احتمال آسیب‌پذیری ایران در برابر حملات آینده افزایش یافت.
در جریان این حمله، تأسیسات سری در پارچین که ایران در آن تحقیقات تسلیحات هسته‌ای را انجام می‌داد، تخریب شد. تصاویر ماهواره‌ای با وضوح بالا خسارت وارد شده به تأسیسات را نشان می‌دهد - چهار ساختمان تخریب شدند. یکی از این تأسیسات پیش‌تر در اوایل دهه ۲۰۰۰ در چارچوب طرح «عماد» ایران در توسعه سلاح‌های هسته‌ای دخیل بود. سه ساختمان دیگر مربوط به تولید موشک‌های ایران بودند که در آنها ترکیب سوخت‌های پیشران برای موتورهای راکت سوخت جامد انجام می‌شد. حمله به این تأسیسات به طور قابل توجهی به تلاش‌های ایران برای پیشرفت در این زمینه آسیب زد و همچنین مقاصد واقعی این کشور را که مغایر با اظهاراتش مبنی بر عدم تمایل به دستیابی به سلاح هسته‌ای بود، آشکار کرد.
به گفتهٔ مقامات آمریکایی، اسرائیل زیرساخت‌های مهم ساخت موشک‌های بالستیک ایران را هدف حمله قرار داده و همه میکسرهای سیاره‌ای (planetary mixer) ضروری برای تولید موشک‌های سوخت جامد را منهدم کرده است؛ بنابراین توانایی ایران برای بازسازی ذخایر موشکی خود مختل می‌شود. مقامات آمریکایی افزودند که حداقل یک سال طول می‌کشد تا ایران تولید موشکی خود را از سر بگیرد.

## پدافند ایران
قرارگاه پدافند هوایی ایران اعلام کرد اسرائیل بامداد ۵ آبان ۱۴۰۳ نقاطی از مراکز نظامی در استان‌های تهران، خوزستان و ایلام را مورد هجوم قرار داد و پدافند هوایی با موفقیت آنها را رهگیری و با آنها مقابله کرد. همچنین خبر از آسیب‌های محدودی در برخی نقاط را داد.
ستاد کل نیروهای‌های مسلح جمهوری اسلامی ایران در بیانیه‌ای گفت: «با آمادگی پدافند هوایی کشور تعداد قابل توجهی از موشک‌ها ردگیری و رهگیری شده و از ورود هواپیماهای دشمن به حریم هوایی کشور جلوگیری به عمل آمده است.» همچنین اعلام کرد؛ اسرائیل با استفاده از فضای در اختیار ارتش آمریکا در عراق در یک‌صد کیلومتری مرزهای ایران و از راه دور، تعدادی موشک دوربردِ هواپایه که دارای سر جنگی بسیار سبک در حدود یک پنجم کلاهک موشک‌های بالستیک ایرانی می‌باشد را به‌سمت برخی از رادارهای مرزی در استان‌های ایلام، خوزستان و اطراف استان تهران پرتاب نموده که در پی عملکرد به‌موقع پدافند هوایی کشور، خسارت محدود و کم‌اثری را وارد کرد و چند سامانه راداری آسیب‌دیده که تعدادی بلافاصله ترمیم و برخی نیز درحال ترمیم هستند.

## خسارت و تلفات
ارتش جمهوری اسلامی ایران خبر از کشته شدن چهار تن از رزمندگان خود در جریان حملات اسرائیل را داد. نام این چهار نظامی حمزه جهان‌دیده (سرگرد)، محمد مهدی شاهرخی‌فر (استوار)، سجاد منصوری و مهدی نقوی بود. سخنگوی دولت ایران مدعی شد که خسارات در کل محدود بوده است. برخلاف ایران، اسرائیل و آمریکا مدعی شدند که خسارات سنگینی به سیستم رادار و سیستم تولیدی موشک‌های ایران وارد شد.

## پیامدها
بلافاصله بعد حمله قیمت دلار در ایران تا ۶۶ هزار تومان برای هر دلار کاهش پیدا کرد. بورس ایران نیز سبز شد. پروازهای ایران از آغاز حملات اسرائیل تا ساعت ۹ صبح به حالت تعلیق درآمد. در عراق، پروازها از شروع حملات اسرائیل به حالت تعلیق درآمده بود، اما از ساعت ۱۰ صبح پروازها از سر گرفته شد.

## واکنش‌ها

### واکنش کارشناسان
- واشینگتن‌پست مدعی شد که حملات اسرائیل با هدف به حداقل رساندن تلفات و جلوگیری از تشدید تنش طراحی شد.[۱۲۳]
- رهبران اپوزیسیون اسرائیل ارتش کشورشان را به‌خاطر پاسخ نظامی «پرقدرت» و «دقیق» به حمله موشکی اخیر ایران به اسرائیل مورد ستایش قرار دادند، اما از بنیامین نتانیاهو شدیداً انتقاد کردند که چرا تنها اهداف نظامی جمهوری اسلامی ایران را برای این عملیات انتخاب کرد.[۱۲۴]
- الستیر کروک، عضو ارشد بازنشسته سرویس جاسوسی بریتانیا (MI6)، در برنامه‌ای به مجری‌گری اندرو ناپولیتانو، بیان می‌دارد که حمله اسرائیل به ایران قرار بوده موج دوم و سومی نیز در پی داشته باشد اما اسرائیلی‌ها پس از انجام موج اول دستور به اتمام عملیات داده‌اند. وی در پاسخ به این سؤال مجری که آیا حمله اسرائیل خرابی معناداری برای ایران به بار داشته، با اعلام اینکه چنین موضوعی صحت ندارد، بیان می‌دارد که قرار بر این بود موج اول حمله، دفاع ضدهوایی را نابود کند تا آنکه هواپیماهای اسرائیلی بتوانند وارد آسمان ایران شده و اهداف از پیش تعیین شده را مورد اصابت قرار دهند. اما ورود به آسمان ایران تنها زمانی میسر می‌شد که این هواپیماها احساس امنیت کافی را بنمایند که این گونه نشد. چرا که دفاع ضد هواپیمایی ایران به اندازه کافی در موج اول تضعیف نشد. به گفته کروک، آنچه که به نظر می‌آید اتفاق افتاده این است که هواپیماهای اسرائیلی احساس کردند یک سامانه دفاع ضدهوایی ناشناخته روی آنها قفل کرده و در نتیجه آنها را ترسانده و از ادامه عملیات منصرف کرده است. کروک این مسئله که یک سامانه دفاع هوایی ناشناخته در استان تهران در حین حمله شناسایی شده است را از یک منبع اسرائیلی نقل می‌نماید.[۱۲۵][۱۲۶][۱۲۷]
- مارک استون در تحلیلی در اسکای نیوز معتقد است عدم حمله اسرائیل به تأسیسات نفتی و هسته‌ای در ایران نشان داده است که فشارهای آمریکا مؤثر بوده است.[۱۲۸]

### داخلی
- ایران: وزارت امور خارجه جمهوری اسلامی ایران حمله اسرائیل علیه چند مرکز نظامی در ایران را به‌عنوان نقض آشکار حقوق بین‌الملل و منشور سازمان ملل متحد، به‌ویژه اصل منع تهدید یا توسل به زور علیه تمامیت سرزمینی و حاکمیت ملی کشورها، دانسته و به شدیدترین وجه محکوم می‌کند.[۱۲۹] نمایندگی ایران در سازمان ملل در ژنو در حساب اکس خود نوشت:[۱۳۰]

ایران دارای حق ذاتی برای دفاع از خود است که در ماده ۵۱ منشور سازمان ملل ذکر شده و از هیچ اقدامی در دفاع از امنیت و تمامیت ارضی خود دریغ نمی‌کند.
ستاد کل نیروهای‌های مسلح ایران نیز اعلام کرد؛ جمهوری اسلامی ایران ضمن محفوظ دانستن حق پاسخ قانونی و مشروع خود در وقت مقتضی، برقراری آتش‌بس پایدار در غزه و لبنان برای جلوگیری از کشتار مردم بی‌پناه و مظلوم را مورد تأکید قرار می‌دهد.

### بین‌المللی
- سازمان ملل متحد: استفان دوجاریک، سخنگوی سازمان ملل روز در بیانیه ای تصریح کرد: «در پی حملات شبانه ارتش اسرائیل به اهدافی در ایران، دبیرکل سازمان ملل از ادامه تشدید تنش در خاورمیانه به شدت نگران است. همه اقدامات تشدیدکننده محکوم هستند و باید متوقف شوند.»[۱۳۲]
- اتحادیه اروپا: در واکنش به حمله اسرائیل به ایران، سرویس اقدام خارجی اروپا خواستار کاهش تنش‌ها شد و طرفین را به خویشتن‌داری دعوت کرد.[۱۳۳]
- سازمان همکاری اسلامی: سازمان همکاری اسلامی تجاوز روز گذشته رژیم اسرائیل به ایران را به شدت محکوم کرده و آن را نقض آشکار حاکمیت و قوانین بین‌المللی توصیف کرده است.[۱۳۴]
- شورای همکاری خلیج فارس: جاسم البدیوی دبیرکل شورای همکاری خلیج فارس گفت: «ما حمله نظامی اسرائیل به ایران را محکوم و نسبت به آن ابراز تاسف می‌کنیم. این حمله، نقض حاکمیت ایران و نقض قوانین و هنجارهای بین‌المللی است و ما بر موضع شورای همکاری در رد این عملیات نظامی تأکید می‌کنیم.»[۱۳۵]

### کشورها[۱۳۶]
- اسرائیل: دنیل هاگاری، سخنگوی ارتش اسرائیل گفت، تهران «بهای حملات اخیر خود به اسرائیل را پرداخته است.»[۱۲۱]
- عربستان سعودی: وزارت خارجه عربستان سعودی در پیامی این حملات را محکوم کرد و نوشت: «این حمله نقض حاکمیت ایران و نقض قوانین و هنجارهای بین‌المللی است.»[۱۳۷][۱۳۸]
- روسیه: وزارت امور خارجه روسیه در واکنش به حمله اسرائیل علیه ایران، «تنش بین ایران و اسرائیل را تهدیدی جدی برای ثبات و امنیت منطقه» توصیف کرد. مسکو ضمن درخواست از تمام طرفین درگیر برای خویشتن‌داری و توقف خشونت، به منظور همکاری با تمام طرفین جهت کاهش سطح درگیری، ابراز آمادگی می‌کند.[۱۳۹]
- چین: لین جیان سخنگوی وزارت امور خارجه چین گفت: «چین مخالف نقض حاکمیت ملی و امنیت دیگر کشورها و متوسل شدن مدام به زور و شدت عمل است».[۱۴۰]
- آلمان: اولاف شولتس، صدراعظم آلمان روز شنبه و طی پیامی در حساب کاربری خود در شبکه اجتماعی ایکس نوشت اسرائیل به آلمان اطلاع داده که نقاطی را در مراکز نظامی ایران هدف قرار داده است. او گفت: «اسرائیل تلاش کرده است که در این اقدام خود، تلفات انسانی را به حداقل برساند که فرصتی را برای جلوگیری از تشدید بیشتر تنش فراهم می‌کند».[۱۴۱]
- مالزی: مالزی حمله اسرائیل به ایران را محکوم کرد.[۱۴۲]
- پاکستان: دولت پاکستان حمله شب گذشته اسرائیل به ایران را محکوم کرده است. سخنگوی وزارت خارجه پاکستان در بیانیه‌ای گفت: «حملات نظامی اسرائیل علیه حاکمیت و تمامیت ارضی ایران نقض منشور سازمان ملل متحد و قوانین بین‌المللی است.»[۱۲۱]
- کره جنوبی: دفتر ریاست‌جمهوری کره جنوبی روز شنبه اعلام کرد که یون سوک یول، رئیس‌جمهور کره جنوبی در پی حملات بامداد امروز اسرائیل به برخی نقاط ایران، خواستار اقدامات کامل برای حفاظت از شهروندان کره‌ای در ایران و اسرائیل است.[۱۴۳]
- آمریکا: ایالات متحده از ایران خواست تا از حملات تلافی‌جویانه علیه اسرائیل منصرف شود.[۱۴۴]
- بریتانیا: کی‌یر استارمر، نخست‌وزیر بریتانیا از ایران خواست که از تلافی حملات روز شنبه اسرائیل اجتناب کند.[۱۴۴][۱۴۵]
- الجزایر: وزارت خارجه الجزایر در بیانیه‌ای اعلام کرد: «ما به شدت حملات نظامی ارتش اسرائیل به ایران را محکوم و همبستگی خود را با برادرانمان در ایران اعلام می‌کنیم. این تجاوز شنیع نقض آشکار حاکمیت ایران و منشور سازمان ملل و قوانین بین‌المللی است».[۱۴۶]
- سودان: وزارت امور خارجه سودان تجاوز اسرائیل به ایران را نقض آشکار حاکمیت ایران، قوانین بین‌المللی و منشور سازمان ملل متحد و تهدیدی جدی برای صلح و ثبات بین‌المللی دانست.[۱۴۷]
- عمان: بدر البوسعیدی، وزیر امور خارجه عمان در پیامی که در شبکه اجتماعی ایکس منتشر شد، با ابراز نگرانی از اقدام اسرائیل علیه ایران، نوشت: «خوشبختانه خسارات وارده محدود به نظر رسیده و از صمیم قلب امیدواریم که تلفات جانی نداشته باشند. زمان آن فرا رسیده که جهان بیدار شده و به نیاز فوری برای رسیدگی به علل اصلی این بحران که در راس آن اشغال غیرقانونی و وحشیانه سرزمین‌های فلسطینی توسط اسرائیل است، رسیدگی کند».[۱۴۸][نیازمند منبع]
- فرانسه: وزارت امور خارجه فرانسه در بیانیه ای از دو طرف خواست از هرگونه تشدید تنش و اقدامی که می‌تواند زمینه تنش بیشتر در منطقه را فراهم کند، خودداری کنند.[۱۴۹]
- مصر: وزارت خارجه مصر در بیانیه‌ای اعلام کرد که ما با نگرانی شدیدی تحولات مربوط به تشدید تنش خطرناک در خاورمیانه را دنبال می‌کنیم که آخرین آن حمله صبح امروز اسرائیل به ایران بود. ما تمام اقداماتی را که امنیت و ثبات منطقه را به خطر می‌اندازد و منجر به شعله‌ور شدن اوضاع شکننده در منطقه و دامن زدن به وضعیت تنش و تشدید درگیری می‌شود محکوم می‌کنیم.[۱۵۰]
- امارات: وزارت خارجه امارات در پیامی، این حملات را محکوم کرد و ایران را به خویشتنداری دعوت نمود.[۱۵۱]
- ترکیه: رجب طیب اردوغان، رئیس‌جمهور ترکیه عصر روز شنبه طی سخنانی در مراسم تحویل کلید واحدهای آپارتمانی به زلزله‌زدگان در استان حتای این کشور گفت: «برای همسایه مان ایران و دولت ایران که شب گذشته هدف تجاوزات اسرائیل قرار گرفت آرزوی سلامتی و همدردی می‌کنیم»[۱۵۲][نیازمند منبع]
- لبنان: لبنان این حمله را محکوم کرد.[۱۵۳]
- برزیل: دولت برزیل با انتشار بیانیه ای اعلام کرد: «با نگرانی حملات هوایی اسرائیل به خاک ایران را دنبال، تشدید درگیری‌ها را محکوم و درخواست خود را از همه طرف‌های درگیر برای اعمال حداکثر خویشتن‌داری تجدید می‌کند.»[۱۵۴]
- سوئیس: وزارت امورخارجه سوئیس با انتشار بیانیه ای اعلام کرد: سوئیس تشدید خطرناک خشونت در خاورمیانه، از جمله حملات هوایی امروز اسرائیل به ایران را محکوم می‌کند.[۱۵۵]
- عراق: سخنگوی دولت عراق گفت: اسرائیل به سیاست‌های خصمانه و گسترش جنگ در منطقه و تعرضات آشکار خود بدون هیچ مانعی ادامه می‌دهد. عراق با شدیدترین عبارت‌های واضح، این تجاوز را محکوم و همبستگی خود را با ایران اعلام می‌کند.[۱۵۶]
- قطر: دولت قطر در پی حمله اسرائیل به ایران اعلام کرد که این اقدام نقض آشکار حاکمیت ایران و تجاوزی به اصول حقوق بین‌الملل است.[۱۵۷]
- آفریقای جنوبی: وزارت امورخارجه آفریقای جنوبی حمله متجاوزانه اسرائیل به ایران و تداوم بمباران نوار غزه و لبنان را از سوی آن محکوم کرد.[۱۵۸]
- اردن: وزارت امورخارجه اردن روز شنبه در بیانیه ای تأکید کرد که تجاوز اسرائیل به ایران نقض حاکمیت این کشور و نقض قوانین بین‌المللی است. این تجاوز یک اقدام خطرناک است که منجر به تنش‌های بیشتر در منطقه می‌شود.[۱۵۹]
- ارمنستان: وزارت امور خارجه ارمنستان در صفحه خود در شبکه اجتماعی ایکس نوشت: «ارمنستان فعالیت‌هایی با هدف تضعیف امنیت بین‌المللی را که در اقدامات شنبه گذشته ایران نیز نمایان بود، محکوم می‌کند. همان‌طور که بارها توسط مراجع صلاحیت دار ایران تأکید شده است، ایران با ابتنای بر حق ذاتی دفاع مشروع، که در ماده ۵۱ منشور ملل متحد نیز منعکس شده است، خود را محق و موظف به دفاع در برابر اعمال تجاوزکارانه خارجی می‌داند.»[۱۶۰]
- کویت: وزارت امور خارجه کویت، ظهر روز شنبه، با انتشار بیانیه‌ای اعلام کرد که تجاوز بامدادی اسرائیل به جمهوری اسلامی ایران را قویا محکوم می‌کند و آن را مردود می‌داند. کویت گفت این اقدام اسرائیل «بیانگر سیاست هرج و مرجی است که اشغالگران اسرائیلی با نقض حاکمیت کشورها و به خطر انداختن امنیت آن‌ها و زیر پا گذاشتن حقوق بین‌الملل، پروتکل‌ها و کنوانسیون‌های بین‌المللی در پیش می‌گیرند.»[۱۶۱]
- بحرین: وزارت امور خارجه بحرین در بیانیه ای اعلام کرد: «حمله نظامی را که علیه ایران صورت گرفت محکوم می‌کنیم. ما نسبت به تداوم تشدید تنش و حملات نظامی در منطقه خاورمیانه عمیقاً ابراز نگرانی می‌کنیم.»[۱۶۲]

### گروه‌ها
- حماس: حماس با انتشار بیانیه ای اعلام کرد: «با شدیدترین الفاظ تجاوزات رژیم صهیونیستی به ایران با هدف قراردادن مراکز نظامی در چند استان را محکوم می‌کنیم و آن را نقض آشکار حاکمیت ایران و تشدید تنش با هدف قراردادن امنیت منطقه و امنیت مردم آن می‌دانیم».[۱۶۳]
- حزب‌الله لبنان: حزب‌الله لبنان در بیانیه خود اعلام کرد: «حزب‌الله، تجاوزات خائنانه اسرائیل به ایران را قویا محکوم می‌کند و آن را تشدید خطرناک تنش در سطح کل منطقه می‌داند؛ اقدامی که ماهیت تجاوزگر اسرائیل را منعکس می‌کند».[۱۶۴]
- کتائب حزب‌الله عراق: «گردان‌های حزب‌الله عراق اعلام کرد تجاوز به ایران توسط یک رژیم سرکش و بیگانه در منطقه، یک بی‌مبالاتی و تجاوز خطرناک است که نباید تحت هیچ شرایطی نادیده گرفته شود وگرنه این مسئله عادی خواهد شد و این دشمن وحشی بارها آن را تکرار خواهد کرد».[۱۶۵]

## تحلیل
کارشناس دفاعی مالکوم دیویس به سی‌ان‌ان گفت که اگرچه حمله اسرائیل «محدود» و «دقیق» بود، اما «قطعاً برای ایران شرم‌آور» بود. او پیشنهاد کرد که ایران ممکن است در تلافی تردید کند، زیرا این کار می‌تواند اسرائیل را تحریک کند تا به تأسیسات هسته‌ای و نفتی آن یا حتی اعضای رهبری تهران حمله کند؛ بنابراین، او استدلال کرد که ایران ممکن است عاقلانه‌تر باشد که «این ضربه را بپذیرد و عقب‌نشینی کند.»
نویسنده ایرانی‌تبار آرش عزیزی گزارش داد که بسیاری از ایرانیان احساس «بیشتر آرامش» می‌کنند زیرا حملات اسرائیل از زیرساخت‌های غیرنظامی مانند پالایشگاه‌های نفت، برق و تأسیسات آب و همچنین مقامات سیاسی و نظامی اجتناب کرده است.
بهنام بن طالب‌لو، یک همکار ارشد در بنیاد دفاع از دموکراسی‌ها (FDD)، مشاهده کرد که ایران به نظر می‌رسد که تأثیر حمله اسرائیل را به حداقل می‌رساند. رسانه‌های دولتی ایران از گزارش هرگونه خسارت خودداری کرده‌اند، حرکتی که طالب‌لو پیشنهاد می‌کند با هدف کنترل ادراک عمومی و کمک به رژیم برای حفظ تصویر خود در داخل انجام شده است. جاناتان کنریکوس، همچنین یک همکار ارشد در بنیاد دفاع از دموکراسی‌ها، اظهار داشت که در حالی که ارزیابی جامع به تحلیل ماهواره‌ای در روزهای آینده بستگی دارد، ممکن است «تهران، با تمام اهداف رژیم و زیرساخت‌های حساس خود، اکنون به‌طور کامل در معرض حملات آینده اسرائیل قرار گیرد.»
کان کافلین در روزنامه دیلی تلگراف نوشت که حملات اسرائیل به ایران «می‌تواند در نهایت آخرین میخ بر تابوت جمهوری اسلامی باشد.» او اشاره کرد که سهولت نفوذ به پدافند هوایی ایران نشان می‌دهد که علی‌رغم سرمایه‌گذاری‌های قابل توجه رژیم در توانمندی‌های نظامی، این کشور «چیزی بیش‌از یک ببر کاغذی نیست.» او همچنین اشاره کرد که رژیم احتمالاً نگران واکنش ایرانیان عادی است، با توجه به مشکلات شدید اقتصادی مانند تورم ۴۵ درصدی و بیکاری ۲۵ درصدی جوانان. این وضعیت در میان مردم ایران سوالاتی را دربارهٔ «خردمندی سرمایه‌گذاری سنگین رژیم در ساخت زیرساخت‌های گسترده تروریستی در حالی که شهروندان عادی برای گذران زندگی در تلاش هستند» ایجاد می‌کند.
به گزارش اکونومیست، حملات اسرائیل «شکست دکترین امنیت ملی ایران» را نشان داد که برای دهه‌ها توسط رهبر فعلی خامنه‌ای دنبال می‌شد. او اکنون در حالی که با نارضایتی داخلی از سیاست خارجی ایدئولوژی‌محور خود مواجه است، با یک نقطه عطف حیاتی در مورد استراتژی‌های جایگزین روبرو است، که شعار اعتراضی «نه غزه، نه لبنان، جانم فدای ایران» در ایران گواه آن است. این مقاله می‌گوید که جانشین خامنه‌ای «تصمیم خواهد گرفت که آیا به جنگ انتخابی که ایران را برای دهه‌ها فقیر کرده و اکنون برای نخستین بار از دهه ۱۹۸۰ آن را مورد حمله یک کشور دشمن قرار داده است، ادامه دهد یا خیر.»
استیون ارلانگر در مقاله‌ای برای نیویورک تایمز استدلال کرد که ایران با یک انتخاب دشوار مواجه است: در حالی که تلافی علیه اسرائیل خطر تشدید را به‌همراه دارد «وقتی اقتصادش درحال مبارزه است، متحدانش درحال ضعف هستند، آسیب‌پذیری نظامی‌اش واضح است و جانشینی رهبری‌اش درحال انجام است»، عقب‌نشینی می‌تواند به متحدانش که «به‌شدت توسط پاسخ سخت نظامی اسرائیل از ۷ اکتبر ضعیف شده‌اند» و همچنین به تندروها در داخل نشان‌دهنده ضعف باشد.